# Phleum iranicum
Phleum iranicum là một loài thực vật có hoa trong họ Hòa thảo. Loài này được Bornm. & Gauba miêu tả khoa học đầu tiên năm 1939.